# Mesonea watersi
Mesonea watersi is een mosdiertjessoort uit de familie van de Crisinidae. De wetenschappelijke naam van de soort is, als Crisina watersi, voor het eerst geldig gepubliceerd in 1941 door Borg.